# Big Fight - Big Trouble in the Atlantic Ocean
Big Fight - Big Trouble in the Atlantic Ocean é um jogo de arcade de 1992 criado pela Tatsumi. O estilo é beat 'em up. Há 3 personagens principais para serem escolhidos, Kevin, um punk, Zill, uma mulher e Gear, um militar fortão de boina com óculos escuros e sem camisa. Mas há ainda mais 5 chefes que podem ser derrotados e escolhidos posteriormente: Garuda, um índio que solta facas; Mevela, uma ruiva de pele albina, com roupa de couro e chicote; Pharaoh, um faraó com armadura egípcia que consegue usar visão de calor ao redor de si e esticar o braço como Dhalsim; Gonza, um sumoca e Chen, um guerreiro chinês com espada.